# S. Dariaus ir S. Girėno stadionas
S. Dariaus ir S. Girėno stadionas er et stadion i Ąžuolynas park i Žaliakalnis i Kaunas, Litauen. Det er indviet i 1925 og har 8.248 siddepladser. I 1998 blev stadionet renoveret i henhold til UEFAs regulativer.
54°53′50″N 23°56′13″Ø / 54.8972°N 23.9369°Ø